# Río Wailua
El Río Wailua (en inglés: Wailua River) es el nombre que recibe un río que alcanza las 20 millas de largo (32 km) en la isla de Kauai en el estado de Hawái al oeste de Estados Unidos. Está formado por la confluencia de las llamadas bifurcaciones Norte y Sur, al oeste de Wailua y entrando en el océano Pacífico en las coordenadas 22°2'42 "N 159°20'11". Es el único río navegable (por barcos más grandes que los kayaks) en las islas hawaianas. Es un centro de actividad para locales y visitantes con excursiones en barco a la Gruta Fern Grotto, prácticas de kayak y esquí acuático.
La bifurcación Norte comienza cerca del Monte Wai'ale'ale y fluye 12,2 millas (19,6 km) al este a su unión con la bifurcación Sur.